# Aglaé Auguié
Aglaé-Louise Ney, (París, 24 de març de 1782 - 2 de juliol de 1854), nascuda Auguié (o Auguier) de Lascans, va ser una dona francesa, dama de companyia de la primera i de la segona emperadriu Francesa.
Filla de Pierre-Cèsar Auguié, escuder, director general dels queviures del regne, i de la dona de cambra de la reina Marie-Antoinette, fou recollida per la seua tia materna Henriette Campan quan la seua mare, a punt de ser arrestada i enviada a la bastida en 1794, va preferir suïcidar-se.
Es va casar amb el mariscal Ney al juliol de 1802 i va ser, des de 1804 fins a 1810, senyora del palau de l'Emperadriu Josephine, que s'havia convertit en amiga des de la seua estada a la pensió de la seua tia, llavors l'Emperadriu Marie-Louise, de 1810 a 1814.